# 小行星7094
小行星7094（7094 Godaisan）是一颗围绕太阳公转的小行星。1992年9月4日，關勉在藝西天文台发现了此天体。
該小行星以日本高知縣高知市的五台山命名。
这颗小行星的绝对星等为223.1815811631381等。